# Jack Holtkamp
Jack Holtkamp (Lebensdaten unbekannt) war ein deutscher Fußballspieler.

## Werdegang
Jack Holtkamp, dessen eigentlicher Vorname unbekannt ist, spielte für den FTSV Fichte Bielefeld. Der Verein gehörte dem Arbeiter-Turn- und Sportbund (ATSB) an. Im Jahre 1929 qualifizierte sich Fichte für die Endrunde um die deutsche Fußballmeisterschaft des ATSB. In den Jahren 1929 und 1930 absolvierte Holtkamp gemeinsam mit seinem Vereinskameraden Karl Beckmann zwei Spiele für die deutsche Arbeiternationalmannschaft. Er debütierte am 31. Mai 1929 beim 4:4 in Belgien und machte sein zweites Spiel am 2. Januar 1930 beim 4:2-Sieg gegen die Tschechoslowakei. Im Sommer 1931 wechselte Holtkamp nach seiner Hochzeit zum bürgerlichen Verein Arminia Bielefeld und erhielt dafür von der Arminia Möbel für sein Schlafzimmer. Der Transfer wurde Holtkamp von den Fichte-Anhängern lange übel genommen. Mit der Arminia wurde Holtkamp 1932 Westfalenpokalsieger. Ob er ab 1933 für die Bielefelder in der neu geschaffenen erstklassigen Gauliga Westfalen spielte, ist unbekannt.